# 符延貴
符廷貴（ふ ていき）は中華人民共和国の軍人。1966年4月中国共産党入党。階級は上将。

## 履歴
- 1963年12月　- 1967年11月:中国人民解放軍陸軍兵士
- 1967年11月 - 1970年2月:陸軍政治处幹事
- 1970年2月 - 1971年6月:陸軍師政治部幹事
- 1971年6月 - 1979年6月:吉林省軍区政治部秘書処秘書、副処長
- 1979年6月　- 1980年10月:吉林省軍区政治部組織処处副処長
- 1980年10月 - 1981年7月:陸軍団副政治委员
- 1981年7月　- 1983年5月:陸軍団政治委员
- 1983年5月　- 1988年7月:陸軍師政治委员（期間：1985年9月　- 1988年7月:国防大学で基礎科目履修）
- 1988年7月 - 1991年8月:陸軍集集団軍政治部副主任
- 1991年8月　- 1994年8月: 吉林省軍区政治部主任
- 1994年8月 - 2001年7月:陸軍集団軍政治委員（期间：1992年8月　- 1994年12月:中共中央党校経済管理学部函、2001年3月　- 7月:国防大学正軍職幹部訓練班で学習）
- 2001年7月　- 2003年12月：北京軍区政治部主任、軍区党委常委
- 2003年12月:北京軍区政治委員。
- 2010年2月:十一届全国人大農業与農村委員会副主任委員

中共第十六、十七届中央委員。1994年7月少将昇任、2002年7月中将、2006年6月24日上将。